# Lijst van uitgestorven paardenrassen
Hieronder staat een lijst van uitgestorven* paardenrassen.

(* of opgegaan in andere rassen)

## A
- Abacoberber
- Abellium
- Ain
- Anchitherium
- Angevin
- Anglo-Normandiër
- Anjou
- Arcadiër

## B
- Berrichon
- Bidet
- Bospaard
- Bourgignon
- Burgdorfer

## C
- Chapman horse (opgegaan in Cleveland bay)
- Charolais
- Cheval du Morvan

## D
- Diluviaal paard
- Dinohippus
- Dubbele hit

## E
- Einsiedler (opgegaan in Zwitserse warmbloed)
- Entlebucher
- Eohippus
- Epidauer

- Equus robustus
- Erlenbacher

## F
- Ferghana

## G
- Galloway pony

## H
- Herati
- Hipparion
- Hippidion
- Hyracotherium

## I
- Irish hobby

## J
- Jennet of Spaanse Jennet

## K
- Kaaps paard
- Karacabey
- Karstpaard
- Keltische pony
- Klepper

## L
- Lincolnshire Black

## M
- Mazury
- Merychippus
- Mesohippus
- Mexicaans paard

## N
- Namaqua-pony
- Napolitaan
- Narragansett pacer
- Navarrin
- Niseaans paard
- Norfolk trotter (in 1883 opgegaan in het hackneystamboek)

## O
- Oberländer
- Öland paard
- Old English Black
- Ozark paard

## P
- Peleponesiër
- Pers
- Pliohippus
- Posener
- Poznań
- Prätigauer

## R
- Rossier (type van de Breton)
- Rottaler (opgegaan in Beierse warmbloed)

## S
- Schweike
- Seeländer
- Senner pony
- Sommier (type van de Breton)
- Strelets-arabier

## T
- Tarpan
- Thessaloniër
- Toendrapaard
- Turkoman

## V
- Vendée

## W
- Waler

## Y
- Yorkshire Coach Horse